# Kordeler Sandstein

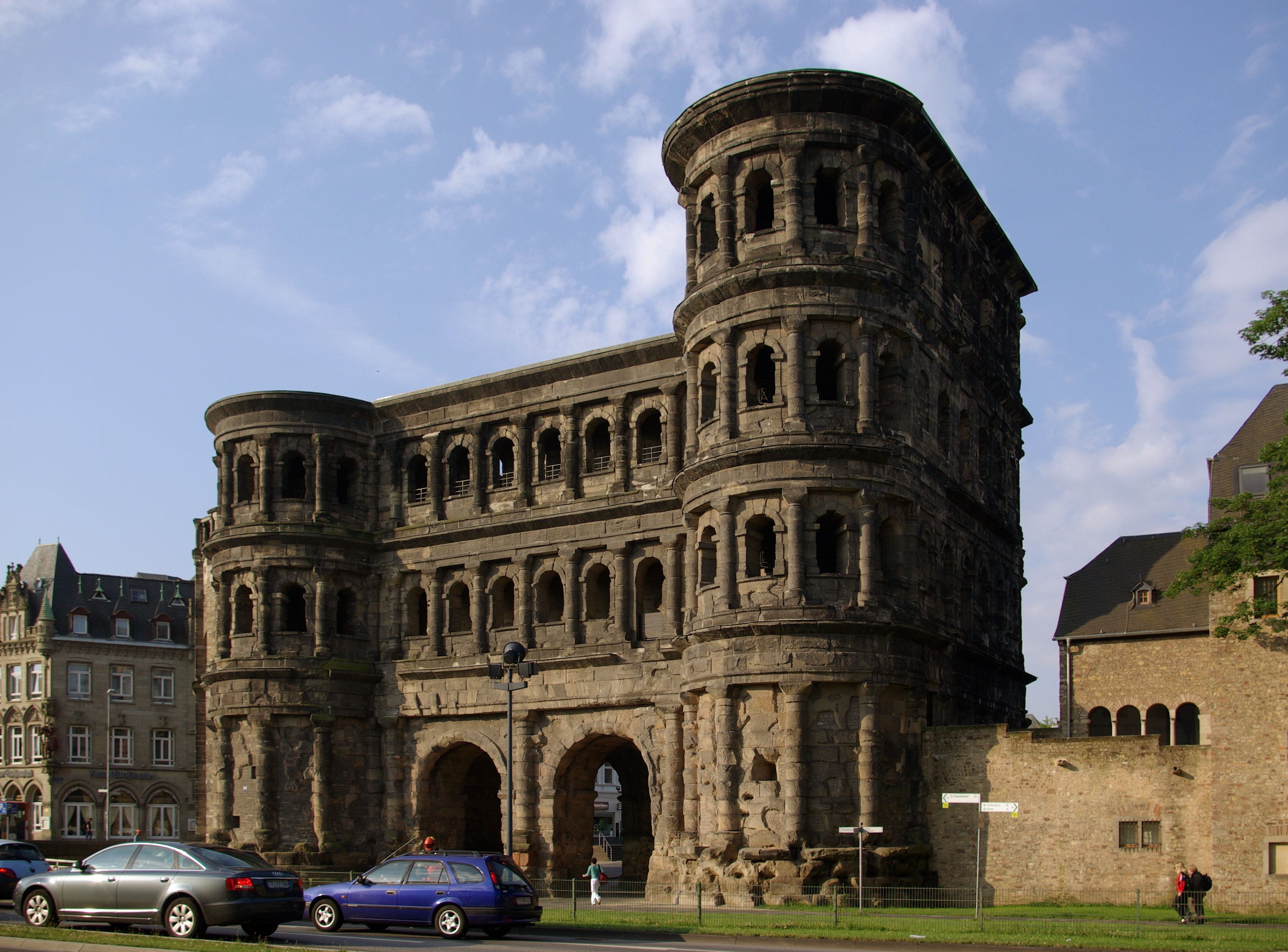
Porta Nigra besteht aus Kordeler Sandstein

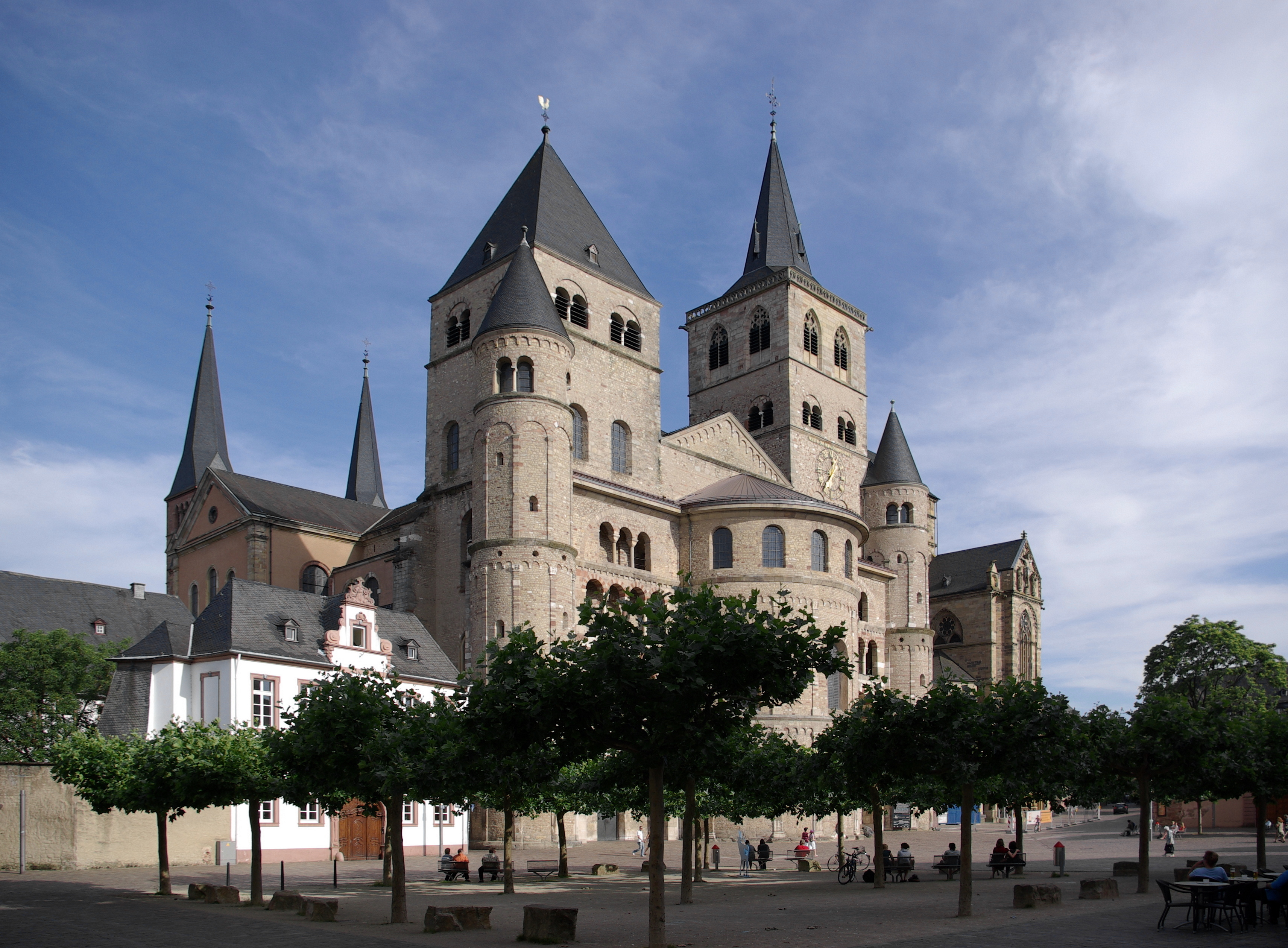
Trierer Dom aus Kordeler Sandstein

Kordeler Sandstein, auch Voltziensandstein, ist ein gelblichgrauer oder roter Sandstein, der bei Kordel in der Nähe von Trier in Rheinland-Pfalz gebrochen wird. Aus diesem Gestein ist die Porta Nigra aufgebaut. Dieser Sandstein entstand im Oberen Buntsandstein und ist ein wichtiges Kulturgestein der Trierer Region.

## Gesteinsbeschreibung und Mineralbestand
Es handelt sich um einen gelblichgrauen hellen oder roten Sandstein, der reich an Gesteinsbruchstücken ist. Er ist fein- bis mittelkörnig und hat bis 3 mm große dunkle Flecken. Die Porengrößen bewegen sich zwischen 0,15 und 1 mm.
Der Anteil an Komponenten besteht aus 78 Prozent und 12 Prozent Bindemittel. Sein sichtbarer Porenraum beträgt 10 Prozent.
Seine Komponenten bestehen aus rund 47 Prozent Quarz, 42 Prozent Gesteinsbruchstücke, 8 Prozent Feldspat, 3 Prozent Glimmer (Biotit, Muskovit) und weniger als 1 Prozent Akzessorien (Zirkon, Turmalin). Sein Bindemittel ist tonig und teilweise kaolinitisch.

## Verwendung
Verwendet wird dieser Sandstein für Massivbauten, Boden- und Treppenbeläge, Fensterbänke und Fassadenplatten, Grab- und Denkmale für die Steinbildhauerei. Er ist gut verwitterungsbeständig und neigt zur Schalenbildung.
An Bauwerken kam dieser Sandstein an der Porta Nigra und Dom in Trier, Fachhochschule in Trier; Benediktinerabtei in Luxemburg, Evangelische Hauptkirche Rheydt, Kreuzigungsgruppe Petersfriedhof in Frankfurt am Main, Barmer Ruhmeshalle in Wuppertal und am Kordeler Jugendhaus zum Einsatz.